# Списак генерала и адмирала ЈНА: А
Списак генерала и адмирала Југословенске народне армије (ЈНА) чије презиме почиње на слово А, за остале генерале и адмирале погледајте Списак генерала и адмирала ЈНА.
- Рамиз Абдули (1928—1996) генерал-пуковник. Активна служба у ЈНА престала му је 1990. године.[2]
- Никола Аврамовић (1927) генерал-мајор. Активна служба у ЈНА престала му је 1984. године.
- Живота Аврамовић (1934—2002) генерал-пуковник. Активна служба у ЈНА престала му је 1992. године.[3]
- Јакоб Авшич (1896—1978) генерал-потпуковник. Активна служба у ЈА престала му је 1947. године.[б][4]
- Душко Адамовић (1922—2000) генерал-мајор. Активна служба у ЈНА престала му је 1974. године.[2]
- Стеван Адамовић (1920—1999) генерал-мајор. Активна служба у ЈНА престала му је 1972. године.[2]
- Дане Ајдуковић (1933—2014) генерал-мајор.[в]
- Милорад Ајншпилер (1923—2003) генерал-мајор. Активна служба у ЈНА престала му је 1979. године.[5]
- Милан Аксентијевић (1935) генерал-мајор.[г]
- Слободан Алагић (1925—1999) генерал-пуковник авијације. Активна служба у ЈНА престала му је 1985. године.[6]
- Мирослав Алач (1923—2004) контра-адмирал. Активна служба у ЈНА престала му је 1978. године.[6]
- Ибрахим Алибеговић (1935—2007) генерал-потпуковник. Активна служба у ЈНА престала му је 1992. године.
- Жарко Алујевић (1922—2001) морнаричкотехнички генерал-потпуковник. Активна служба у ЈНА престала му је 1981. године.[7]
- Ладо Амброжич (1908—2004) генерал-мајор. Активна служба у ЈНА престала му је 1953. године.[7]
- Јован Андрић (1916—2009) генерал-мајор. Активна служба у ЈНА престала му је 1969. године.[8]
- Миленко Анђелић (1934—2018) генерал-мајор. Активна служба у ЈНА престала му је 1991. године.
- Михаило Анђелић (1884—1959) генерал-мајор. Активна служба у ЈА престала му је 1946. године.[8]
- Матеја Анђелковић (1931) ваздухопловнотехнички генерал-потпуковник. Активна служба у ЈНА престала му је 1991. године.
- Вицко Антић (1912—1999) генерал-пуковник. Активна служба у ЈНА престала му је 1972. године. Народни херој.[9]
- Јосип Антоловић (1916—1999) генерал-пуковник. Активна служба у ЈНА престала му је 1966. године. Народни херој.[10]
- Милан Антончић (1918—1997) генерал-потпуковник. Активна служба у ЈНА престала му је 1976. године. Народни херој.[10]
- Миливоје Антонијевић (1920—2004) генерал-потпуковник. Активна служба у ЈНА престала му је 1978. године.[10]
- Миле Апостолски (1927—2005) генерал-мајор. Активна служба у ЈНА престала му је 1985. године.
- Михаило Апостолски (1906—1987) генерал-пуковник. Активна служба у ЈНА престала му је 1958. године. Народни херој.[11]
- Драгољуб Аранђеловић (1933) генерал-мајор.[д]
- Никола Арачић (1915—1978) вице-адмирал. Активна служба у ЈНА престала му је 1967. године.[12]
- Миле Арнаутовски (1925—1999) морнаричкотехнички генерал-потпуковник. Активна служба у ЈНА престала му је 1988. године.[13]
- Милан Арсенијевић (1901—1981) генерал-мајор санитетске службе. Активна служба у ЈНА престала му је 1967. године.[14]
- Борко Арсенић (1917—1981) генерал-мајор. Активна служба у ЈНА престала му је 1963. године. Народни херој.[14]
- Митре Арсовски (1936) генерал-мајор. Активна служба у ЈНА престала му је 1992. године.[ђ]
- Стојан Аспровски (1929) генерал-пуковник. Активна служба у ЈНА престала му је 1991. године.
- Тошо Атанасовски (1925—2018) генерал-пуковник. Активна служба у ЈНА престала му је 1985. године.[14]
- Милан Атлагић (1914—1972) генерал-мајор. Активна служба у ЈНА престала му је 1963. године.[15]
- Алојз Ахлин (1926—2011) генерал-мајор. Активна служба у ЈНА престала му је 1985. године.
- Милан Ачић (1924—2018) генерал-пуковник. Активна служба у ЈНА престала му је 1984. године.[2]
- Благоје Аџић (1932—2012) генерал-пуковник.[е]